# Förenade arabemiratens damlandslag i volleyboll
Förenade Arabemiratens damlandslag i volleyboll representerar Förenade arabemiraten i volleyboll på damsidan. De vann volleybollturneringen vid damupplagan av GCC-spelen 2009. Laget kom trea i WAVA-mästerskapen 2022.